# Робърт Пейп
Ро̀бърт А̀нтъни Пейп (на английски: Robert Anthony Pape, /ˈɹɑb.ɚt ˈæntəni peɪp/) е американски политолог.

## Биография
Роден е на 24 април 1960 година в Ери, Пенсилвания. През 1982 година завършва политология в Питсбъргския университет, а през 1988 година защитава докторат в Чикагския университет. Преподава в Колежа „Дартмут“ (1991 – 1996), Висшата авиационна и космическа школа на Военновъздушните сили (1996 – 1999) и Чикагския университет (от 1999). Изследванията му са в областта на използването на авиацията в задгранични интервенции и международния тероризъм.